# 응급의료체계

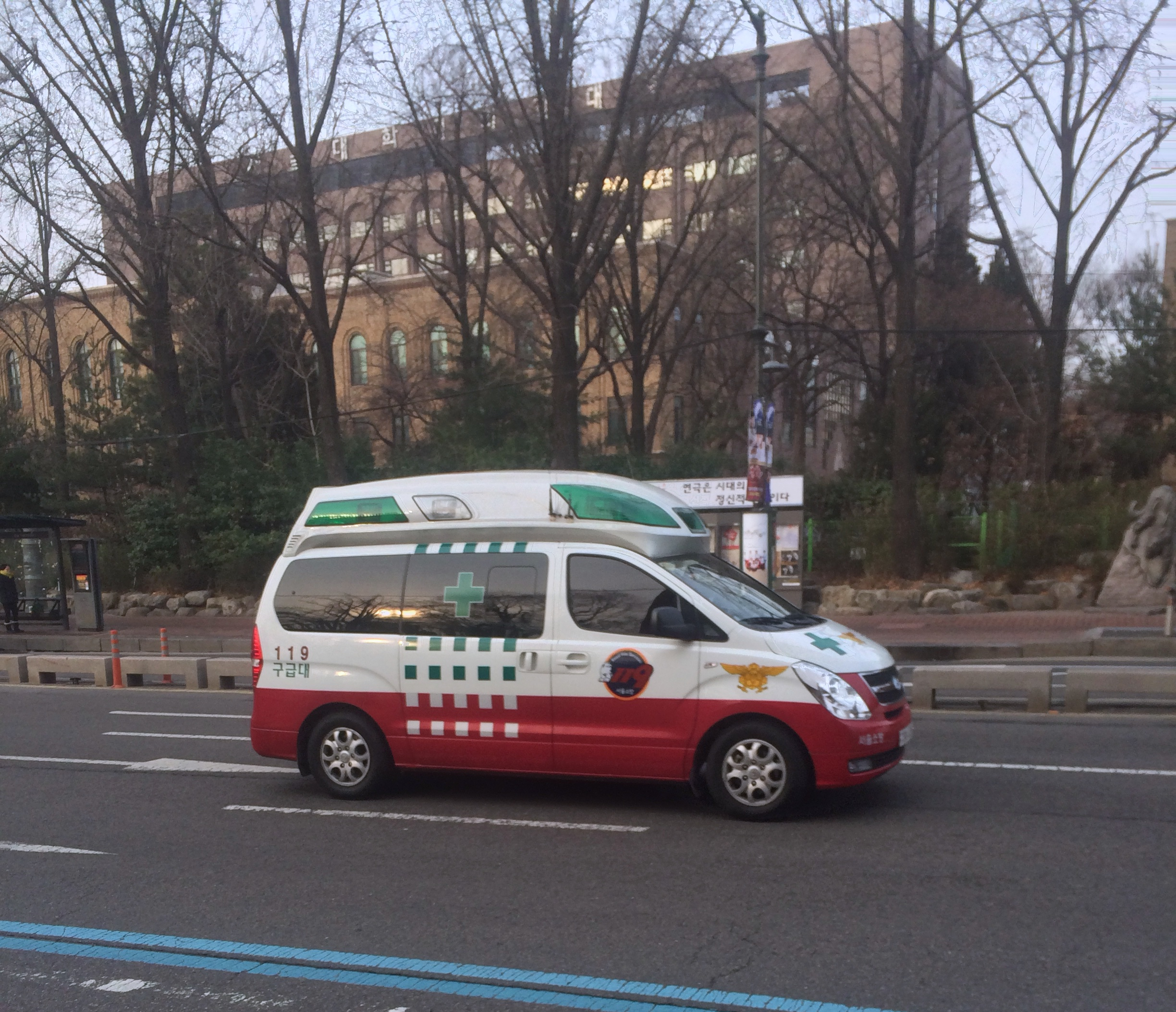
출동하는 119 구급차, 서울연건소방서 소속.

응급의료체계(應急醫療體系, emergency medical services system)는 응급의료서비스를 신속하고 효과적으로 구현하기 위한 체계이다. 즉, 불의의 사건·사고나 질병으로 응급환자가 발생한 현장에서 적절한 응급조치가 이루어지고 신속하고 안전하게 환자를 이송하며 전문적인 응급진료를 받을 수 있도록 하기 위한 것이다. 크게 병원 전 처치단계와 병원 단계로 나누어 볼 수 있다.

## 역사

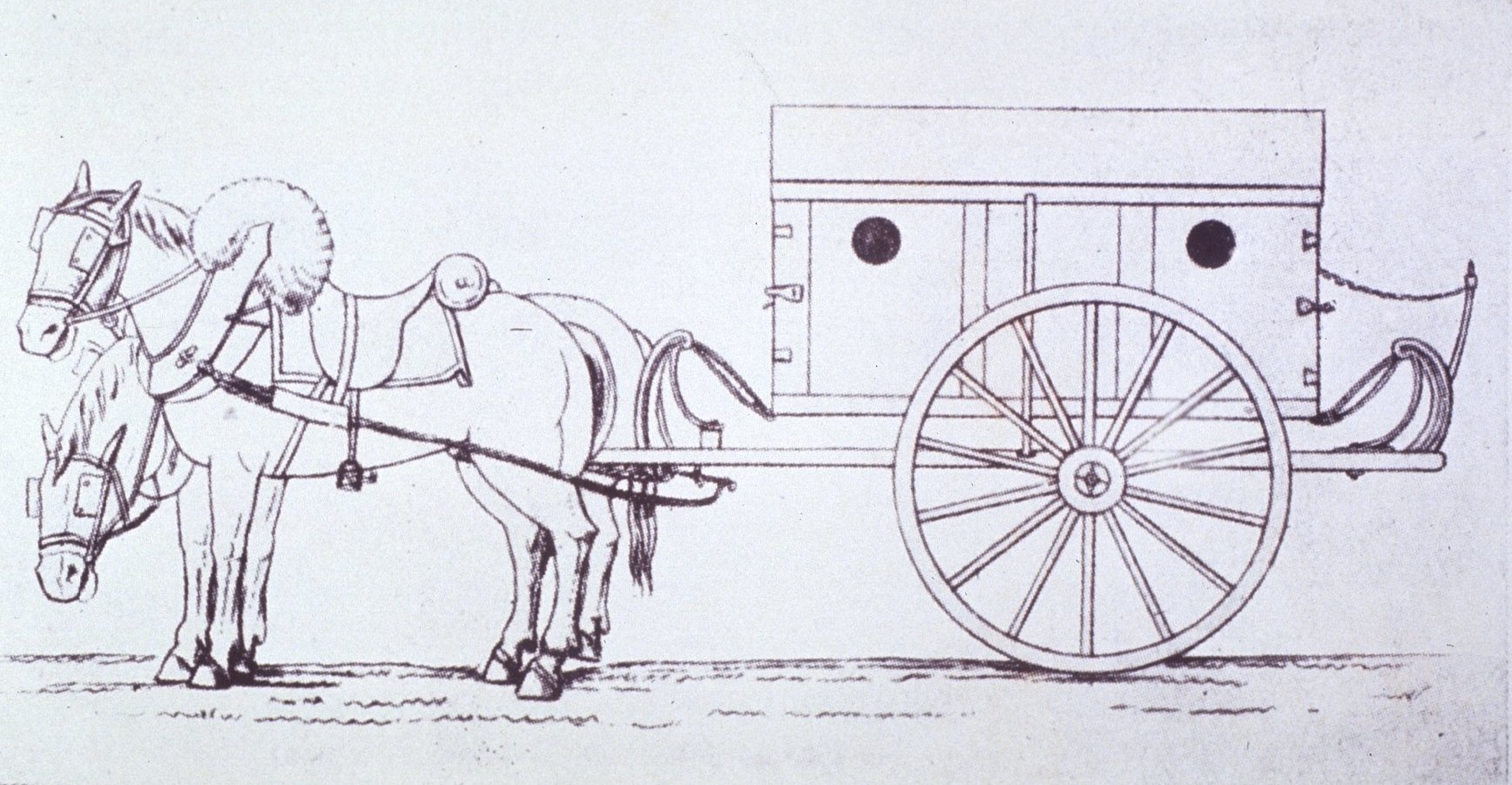
"나는 앰뷸런스"로 불린 마차 형태의 구급차. 프랑스 군의관 라레가 1797년 이탈리아 전쟁에서 도입하였다.

아프거나 다친 사람에게 의료를 가져다 주겠다는 발상은 고대 로마에서도 있었으나, 현대적인 개념의 응급의료체계는 나폴레옹의 군의관 도미니크장 라레가 최초로 도입한 것으로 본다. 라레는 구급차를 체계적으로 운영하였고 중증도 분류(triage) 또한 최초로 도입하였는데, 전쟁터에서 부상당한 군인을 구급차로 데려오는데 15분 밖에 걸리지 않았다고 한다. 효과적인 구급 체계는 군대의 사기 진작에 큰 역할을 하였고 점차 다른 군대에도 확산되었다.

### 미국
이런 방식은 미국 남북전쟁에도 도입되었고 또한 민간의 응급의료에도 영향을 주었다. 미국의 응급의료체계가 본격적으로 발전한 것은 60년대부터이다. 당시 미국에서는 응급환자의 이송이 주로 장의 차량에 의해 이루어졌는데, 사람이 누울 수 있을만한 이송 수단이 장의차 이외에는 마땅치 않았기 때문이다. 그러나 교통사고 환자가 월남전 부상자보다 치료결과가 나쁘다는 보고서와 함께 열악한 응급의료 현실을 지적한 백서가 출간되면서 본격적인 응급의료체계를 수립하는 계기가 되었다.

### 한국
한국의 60~70년대 신문기사를 찾아보면, 응급환자들이 현장에서 제대로 된 응급조치를 받지 못하는 것은 물론이고 위중한 상태로 각급 병원을 전전하다 결국 사망하는 사건이 끊이지 않았음을 알 수 있다.  1979년에 이르러 대한의학협회에서 "야간응급환자 이송센터"를 운영하였는데 각급 병원 병실이나 의료진의 현황을 미리 파악하고 전화로 신고를 받으면 구급차를 출동시켜 해당 환자를 치료 가능한 병원으로 이송해 주는 시스템으로 진일보한 면이 있었다. 1982년에는 119 구급대가 창설되면서 공공 서비스로서의 구급 출동이 본격적으로 시작되었다.
1991년에 응급의료시행규칙이 제정되면서 응급환자정보센터, 응급의료센터, 응급의료지정병원 등을 도입해 기본적인 응급의료체계의 도입이 이루어졌다. 1994년 응급의료에 관한 법률이 제정되면서 본격적인 응급의료체계의 기틀이 마련되어 1995년 응급구조사가 공식적으로 배출되기 시작하였고, 1996년 첫번째 응급의학과 전문의 시험이 치러졌으며, 2000년 현재와 같은 응급의료기관 체계가 수립되었다.
한편 한국 응급의료체계의 역사에 있어 1990년대 잇따른 대형 사고들을 빠뜨릴 수 없는데, 대표적으로 아시아나항공 733편 추락 사고와 삼풍백화점 붕괴 사고를 들 수 있다.

#### 목포 아시아나 추락 사고
1993년 목포 아시아나 추락 사고로 알려져 있는 아시아나항공 733편 추락 사고에서는 헬기로 생존자를 구조하는 모습이 텔레비전으로 중계되었는데, 척추 부상을 입은 승객이 별다른 보호 장치 없이 헬기에 매달려 구조되는 모습이 방영되면서 당시 구조 방식이 적절했는가에 대한 논란이 있었다. 이는 당시 열악하고 비전문적인 응급의료 수준을 상징적으로 보여준 사건이다. 이후로도 1994년의 성수대교 붕괴 사고, 1995년의 대구 지하철 가스 폭발 사고 등 대형 사고를 겪으며 응급구조와 이송 체계 등이 원시적 수준에 머물러 있다는 지적이 반복적으로 있었다.

#### 삼풍백화점 붕괴 사고
이런 인식이 확산되는데 가장 결정적인 사건은 1995년 삼풍백화점 붕괴 사고라고 할 수 있다. 당시 현장의 지휘체계로는 자발적으로 모여든 시민, 의료진 등이 조직적으로 활동할 수 없었고 경찰, 구급대, 민간구조대 등이 뒤엉켜 구조된 환자를 취재진 앞에서 서로 데려가려고 나서기도 했다. 선진국에는 이미 일반화되어 있던 현장에서의 중증도 분류(triage)도 이뤄지지 않았다.
또한 사고 초기, 현장 인근의 강남성모병원에는 사고 발생 직후 30분간 180명의 환자들이 한꺼번에 몰려들어 수용 가능한 응급진료 한계를 순식간에 초과해 버린 반면, 사고 소식을 듣고 병상을 비워 놓고 있던 서울대학교병원에는 한명의 환자도 후송되지 않았다. 이후로도 강남성모병원으로 위중한 환자들이 이송되어 다시 다른 병원으로 재이송해야 했고, 결국 환자 생명에 직결될 수 있는 시간을 허비해야 했다.  이 사건을 두고 당시 대한외상학회 왕순주 총무는 "재난의료체계의 기본인 통신 체계, 현장처치 체계, 이송 체계에 구멍이 뚫려 있음을 명백히 보여준 사건이다"라고 말했다.
삼풍백화점 붕괴 사고는 응급의학이 전문 진료과목으로 인정되는데 결정적 계기가 되었다.

## 구성 요소
다음은 응급의료체계 구축을 위한 필수 구성요소이다. 이것은 원래 미국에서 응급의료체계 관련 법령을 제정하면서 이에 따른 예산 편성시에 고려해야 할 사항들을 나열한 것에서 유래하였다.
- 교육 및 훈련
- 정보 통신 체계
- 병원전 이송기관
- 병원간 이송기관
- 응급의료기관(receiving facilities)
- 전문응급의료시설(specialty care units)
- 신고접수 및 반응(dispatch)
- 대중교육 및 정보제공
- 질 개선
- 재난 대비 계획
- 상호지원
- 업무지침
- 재정
- 의료지도

## 병원 전 단계
응급환자의 이송, 응급구조사에 의한 응급처치, 구급차 등의 이송 수단과 장비의 운영, 의료지도 등의 분야가 병원 전 단계에 해당한다.
- 이송

대한민국의 이송체계는 119 구급대가 제공하는 소방서 기반의 공공 서비스를 근간으로 하고 있다. 대개 기본 응급처치, 즉 심폐소생술과 자동 제세동기를 적용하나 약물이나 침습적인 처치가 없는 응급처치를 제공한다. 선진국에서는 좀더 전문화된 응급처치를 제공하는 경우가 많으며 기본 응급처치와 전문 응급처치 체계를 병행하는 경우도 있다. 기본 응급처치만 제공하는 경우에는 응급환자 생존율이 낮다고 알려져 있다.
- 응급구조사

한국의 구급차에는 응급구조사가 탑승하도록 되어 있다. 응급구조사에 의한 이송 중 응급처치는 응급환자의 생존율에 가장 큰 영향을 미친다.
- 구급차

한국에서 구급차는 일반구급차와 특수구급차로 나뉜다. 한국의 구급차는 선진국과 비교하였을 때 좀더 전문적인 응급처치 장비와 약품은 구비되어 있지 않다.
- 의료지도

의료지도란 응급의료종사자와 응급의료체계를 통해 적절한 응급의료를 제공하기 위해 의사 혹은 응급의료 전문 의료인이 하는 활동 전반을 말한다. 직접 의료지도와 간접 의료지도로 나누어 볼 수 있다. 직접의료지도란 응급의료종사자가 미리 마련된 응급처치 지침에서 벗어난 행위를 하고자 할 때 지도의사와 직접 연락하여 의학적 처방이나 지시를 받는 것을 말한다. 간접의료지도란 응급의료종사자와 응급의료체계를 유지하고 향상시키기 위한 교육, 평가, 연구, 행정 등을 아울러 말하는 것이다.

## 병원 단계
응급환자 진료를 위한 인력과 시설의 운영, 입원이나 응급수술을 위한 자원의 확보, 병원간 이송 체계의 수립 등의 분야가 병원 단계에 해당한다.
- 응급실

응급실은 병원 단계의 관문이다. 기본적으로 24시간 응급환자를 진료할 수 있는 인력과 시설을 갖추어야 하며 중증도 분류실, 소생실 등 응급진료에 적합한 구조로 설계되어 있어야 한다. 국가에서는 응급실의 규모와 지역별 상황을 고려하여 지역별 혹은 권역별 응급의료기관을 지정하고 각 응급의료기관의 수준에 맞는 계층화된 응급의료 서비스를 제공하도록 하는 것이 보통이다. 응급의료기관은 해당 단계별 수준에 맞는 인력과 시설 기준을 만족시켜야 한다.
- 전원

해당 응급의료기관의 능력으로는 적절한 의료를 제공하기 어렵다고 판단될 때는 진료 가능한 병원으로 전원을 하여야 한다. 응급환자를 전원하는 경우에는 안전한 이송에 필요한 인력 및 장비를 제공하여야 하며 이송 받는 의료기관에 수용 가능 여부를 확인하고 필요한 의무기록을 제공하여야 한다. 한국에서는 이와 같은 사항이 법령으로 규정되어 있다.

## 통신과 출동 체계
- 통신 체계

현장과 병원을 연결하기 위한 통신 수단과 그 체계를 말한다. 응급의료체계의 가장 핵심적인 부분이라 할 수 있으며, 단지 반응 속도만 높이는 것이 아니라 가장 적절한 병원으로 이송하는 등의 적절한 대응을 하는 것이 목표이다.
- 출동 체계

주요 선진국들은 미리 준비된 출동 지침에 따라 환자의 중증도를 판단하여 중증 환자에게는 더 전문적인 인력과 장비를 갖춘 구급차를 출동하도록 하는 체계를 대개 갖추고 있다. 그러나 한국에서는 이런 시스템이 없으며 경증 환자와 중증 환자를 구별하는 특별한 출동 지침을 갖고 있지 않다.

## 같이 보기
- 응급
- 응급의학
- 응급실
- 구급차

## 참고 문헌
1. 1 2  Tintinalli, Emergency medicine comprehensive study guide, 7th, chapter 1.
2. ↑  Prehospital care, History of trauma, http://www.trauma.org/archive/history/prehospital.html 보관됨 2014-08-10 - 웨이백 머신
3. ↑  Manish N. Shah, The Formation of the Emergency Medical Services System, Am J Public Health. 2006 March; 96(3): 414–423. http://www.ncbi.nlm.nih.gov/pmc/articles/PMC1470509/
4. ↑  White Paper: Accidental Death and Disability, the Neglected Disease of Modern Society. http://www.nap.edu/openbook.php?record_id=9978
5. ↑  의협 야간 구급 환자 신고 센터 지나친 의존 눈코 뜰새 없어, 경향신문, 1979년 9월 11일, 2면. (네이버 뉴스 라이브러리)
6. ↑  기록으로 만나는 대한민국:119 긴급 구조, 국가기록원. http://theme.archives.go.kr/next/koreaOfRecord/disasters.do?menuId=0902050000%5B깨진+링크(과거+내용+찾기)%5D
7. ↑  93 그사건 그 사람, 동아일보, 1993년 12월 9일, 30면. (네이버 뉴스 라이브러리)
8. ↑  부실-비리 합작 안전불감'백화점' 삼풍백화점 붕괴참사 취재기자 방담, 한겨레 신문, 1995년 7월 24일, 20면. (네이버 뉴스 라이브러리)
9. 1 2  후송 응급 조치 총체적 허점, 경향신문, 1995년 7월 5일, 4면. (네이버 뉴스 라이브러리)
10. 1 2 3 4 5 6 7 8  대한응급의학회, 응급의학, 첫째판, 군자출판사, 2011년.